# بطولة العالم لسباق الدراجات على الطريق 1937
بطولة العالم لسباق الدراجات على الطريق 1937 هي الدورة ال17 من بطولة العالم لسباق الدراجات على الطريق، أجريت في كوبنهاغن، الدنمارك.

## النتائج النهائية
| المسابقة            | ذهبية                    | فضية                   | برونزية            |
| ------------------- | ------------------------ | ---------------------- | ------------------ |
| الرجال              |                          |                        |                    |
| سباق الطريق المداري | Eloi Meulenberg (بلجيكا) | إميل كيجوسكي (ألمانيا) | بول إيغلي (سويسرا) |